# Омаров, Ислам Магомедович
Ислам Магомедович Омаров (род. 2 июня 1997, Дагестан) — российский боец смешанных единоборств, представитель лёгкой и полулёгкой весовой категории. Выступает на профессиональном уровне с 2016 года. Известен по участию в турнирах престижной бойцовской организации ACA. Мастер спорта России международного класса по смешанным боевым единоборствам (ММА).

## Достижения

### Любительская карьера в ММА
- Чемпионат Европы по ММА (2017[2]) — ;
- Чемпионат Европы по ММА (Гвадалахара 2018[3]) — ;
- Чемпионат России по ММА (Челябинск 2018[4]) — ;
- Кубок Мира по ММА (2019[5]) — .

## Статистика ММА
| Боёв 12  | Побед 12 | Поражений 0 |
| -------- | -------- | ----------- |
| Нокаутом | 2        | 0           |
| Сдачей   | 5        | 0           |
| Решением | 5        | 0           |

| Результат | Рекорд | Соперник            | Способ                                                 | Турнир                                              | Дата             | Раунд | Время | Место                   | Примечание  |
| --------- | ------ | ------------------- | ------------------------------------------------------ | --------------------------------------------------- | ---------------- | ----- | ----- | ----------------------- | ----------- |
| Победа    | 12-0   | Маркос Родригес     | Сабмишном (удушение гильотиной)                        | ACA 141: Фроес - Сулейманов                         | 22 июля 2022     | 3     | 2:03  | Сочи, Россия            |             |
| Победа    | 11-0   | Джихад Юнусов       | Решением (единогласным)                                | ACA 134: Багов - Кошкин                             | 17 декабря 2021  | 3     | 5:00  | Краснодар, Россия       |             |
| Победа    | 10-0   | Биберт Туменов      | Решением (единогласным)                                | ACA 120: Фроес - Хасбулаев                          | 26 марта 2021    | 3     | 5:00  | Санкт-Петербург, Россия |             |
| Победа    | 9-0    | Замир Арипшев       | Решением                                               | ACA 113: Керефов - Гаджиев                          | 6 ноября 2020    | 3     | 5:00  | Москва, Россия          |             |
| Победа    | 8-0    | Абдуррахман Темиров | Решением (единогласным)                                | ACA 108: Галиев - Адаев                             | 8 августа 2020   | 3     | 5:00  | Грозный, Россия         | Дебют в ACA |
| Победа    | 7-0    | Темирхан Темирханов | Решением (единогласным)                                | Kaganat MMA - Kaganat Fighting League               | 28 сентября 2019 | 3     | 5:00  | Хасавюрт, Россия        |             |
| Победа    | 6-0    | Нурудин Амрахов     | Сабмишном (удушение)                                   | Gorets FC - Gorets Fighting Championship            | 1 августа 2019   | 1     | 3:27  | Избербаш, Россия        |             |
| Победа    | 5-0    | Джафар Исмиев       | Сабмишном (удушение сзади)                             | Gorets FC - For The Prizes Of V. Zolotov            | 6 июля 2019      | 1     | 3:00  | Каспийск, Россия        |             |
| Победа    | 4-0    | Фарход Тешабаев     | Техническим нокаутом (удар)                            | Battle Promotion - Battle 2: Road To GFC            | 1 мая 2019       | 1     | 3:16  | Дербент, Россия         |             |
| Победа    | 3-0    | Гусейн Ильясов      | Сабмишном (удушение сзади)                             | SOW Selection of Warriors 5                         | 9 сентября 2017  | 1     | 3:38  | Самара, Россия          |             |
| Победа    | 2-0    | Мирлан Давутов      | Техническим нокаутом (удар ногой в голову и добивание) | Aikol FC Grand Evolution 1: People's Friendship Cup | 15 апреля 2017   | 1     | 0:22  | Москва, Россия          |             |
| Победа    | 1-0    | Нарбалла Атакишиев  | Сабмишном (удушение гильотиной)                        | GEFC AZFC MMA Fighting Series 3                     | 15 октября 2016  | 1     | 0:40  | Баку, Азербайджан       | Дебют в ММА |

## Таблица любительских боёв
| Результат | Рекорд | Соперник                | Способ                                    | Турнир                                                             | Дата            | Раунд | Время | Место | Примечание |
| --------- | ------ | ----------------------- | ----------------------------------------- | ------------------------------------------------------------------ | --------------- | ----- | ----- | ----- | ---------- |
| Победа    | 6-0    | Шамиль Яхьяев           | Техническим нокаутом (удары)              | WMMAA 2018 European MMA Championships                              | 13 октября 2018 | 1     | 4:05  |       |            |
| Победа    | 5-0    | Вадим Половйи           | Сабмишном (удушение сзади)                | WMMAA 2018 European MMA Championships                              | 13 октября 2018 | 1     | 2:36  |       |            |
| Победа    | 4-0    | Константинос Ласкаридис | Нокаутом (удар)                           | WMMAA 2018 European MMA Championships                              | 13 октября 2018 | 1     | 1:27  |       |            |
| Победа    | 3-0    | Магомед Магомедов       | Решением (большинством судейских голосов) | Russian MMA Union - 2018 Russian Amateur MMA Championships, Finals | 13 мая 2018     | 2     | 5:00  |       |            |
| Победа    | 2-0    | Ахмед Мусаев            | ()                                        | Russian MMA Union - 2018 Russian Amateur MMA Championships, Day 1  | 12 мая 2018     | 0     | 0:00  |       |            |
| Победа    | 1-0    | Мурад Умачиев           | ()                                        | Russian MMA Union - 2018 Russian Amateur MMA Championships, Day 1  | 12 мая 2018     | 0     | 0:00  |       |            |